# Charax pauciradiatus
Charax pauciradiatus är en fiskart som först beskrevs av Günther, 1864.  Charax pauciradiatus ingår i släktet Charax och familjen Characidae. Inga underarter finns listade i Catalogue of Life.